# Primeiro-ministro da Costa do Marfim
Primeiro-ministro da Costa do Marfim (em francês: Primer minister) é o chefe de governo da República. De acordo com a constituição do país, o primeiro-ministro é escolhido pelo presidente. Esta é a lista dos primeiros-ministros, após a independência da França, em 1960.
| Nº                                                             | Imagem | Nome (Nascimento–Morte)            | Mandato                 | Mandato                 | Mandato           | Presidente             |
| Nº                                                             | Imagem | Nome (Nascimento–Morte)            | Início                  | Fim                     | Tempo             | Presidente             |
| -------------------------------------------------------------- | ------ | ---------------------------------- | ----------------------- | ----------------------- | ----------------- | ---------------------- |
| 1                                                              |        | Félix Houphouët-Boigny (1905–1993) | 7 de agosto de 1960     | 27 de novembro de 1960  | 112 dias          | Ele próprio            |
| Cargo abolido (27 de novembro de 1960 – 7 de novembro de 1990) |        |                                    |                         |                         |                   |                        |
| 2                                                              |        | Alassane Ouattara (1942–)          | 7 de novembro de 1990   | 11 de dezembro de 1993  | 3 anos e 34 dias  | Félix Houphouët-Boigny |
| 3                                                              |        | Daniel Kablan Duncan (1943–)       | 11 de dezembro de 1993  | 24 de dezembro de 1999  | 6 anos e 13 dias  | Henri Konan Bédié      |
| Vago (24 de dezembro de 1999 – 18 de maio de 2000)             |        |                                    |                         |                         |                   |                        |
| 4                                                              |        | Seydou Diarra (1933–2020)          | 18 de maio de 2000      | 27 de outubro de 2000   | 162 dias          | Robert Guéï            |
| 5                                                              |        | Pascal Affi N'Guessan (1953–)      | 27 de outubro de 2000   | 10 de fevereiro de 2003 | 2 anos e 106 dias | Laurent Gbagbo         |
| 6                                                              |        | Seydou Diarra (1933–2020)          | 10 de fevereiro de 2003 | 7 de dezembro de 2005   | 2 anos e 300 dias | Laurent Gbagbo         |
| 7                                                              |        | Charles Konan Banny (1940–)        | 7 de dezembro de 2005   | 4 de abril de 2007      | 1 ano e 118 dias  | Laurent Gbagbo         |
| 8                                                              |        | Guillaume Soro (1971–)             | 4 de abril de 2007      | 5 de dezembro de 2010   | 3 anos e 245 dias | Laurent Gbagbo         |
| 9                                                              |        | Gilbert Aké                        | 6 de dezembro de 2010   | 11 de abril de 2011     | 126 dias          | Laurent Gbagbo         |
| 10                                                             |        | Guillaume Soro (1971–)             | 12 de abril de 2011     | 13 de março de 2012     | 335 dias          | Alassane Ouattara      |
| 11                                                             |        | Jeannot Ahoussou-Kouadio (1951–)   | 13 de março de 2012     | 21 de novembro de 2012  | 253 dias          | Alassane Ouattara      |
| 12                                                             |        | Daniel Kablan Duncan (1943–)       | 21 de novembro de 2012  | 10 de janeiro de 2017   | 4 anos e 50 dias  | Alassane Ouattara      |
| 13                                                             |        | Amadou Gon Coulibaly (1959–2020)   | 10 de janeiro de 2017   | 8 de julho de 2020      | 3 anos e 180 dias | Alassane Ouattara      |
| 14                                                             |        | Hamed Bakayoko (1965–2021)         | 8 de julho de 2020      | 10 de março de 2021     | 245 dias          | Alassane Ouattara      |
| 15                                                             |        | Patrick Achi (1955–)               | 10 de março de 2021     | 16 de outubro de 2023   | 2 anos e 220 dias | Alassane Ouattara      |
| 16                                                             |        | Robert Beugré Mambé (1952–)        | 16 de outubro de 2023   | presente                | 1 ano e 157 dias  | Alassane Ouattara      |

Partidos políticos
- Partido Democrata da Costa do Marfim (PDCI–RDA)
- Frente Popular Marfinense (FPI)
- Movimento Patriótico da Costa do Marfim (MPCI)
- Reagrupamento dos Republicanos (RDR)
- Independente